# Raphaël Chevènement
Raphaël Chevènement (* 12. Januar 1974 in Paris) ist ein französischer Filmregisseur, Drehbuchautor und Journalist.

## Leben
Raphaël Chevènement kam 1974 als erster von zwei Söhnen des Politikers Jean-Pierre Chevènement und der Künstlerin Nisa Grunberg zur Welt. Er studierte Politikwissenschaften und Geisteswissenschaften in Paris und war anschließend als Regieassistent bei verschiedenen Langfilmen tätig. Mit Le-Monde-Journalist Jean Birnbaum veröffentlichte er 2006 die Essaysammlung La face visible de l'homme en noir über Fernsehmoderator und -produzent Thierry Ardisson.
Chevènement gab mit dem 2008 erschienenen Kurzfilm Une leçon particulière sein Regiedebüt. Der Film um eine Lehrer-Schüler-Beziehung lief auf den Internationalen Filmfestspielen von Cannes 2008 im Wettbewerb um den Prix uniFrance du court-métrage und wurde 2009 für einen César als Bester Kurzfilm nominiert. Chevènement arbeitet seither überwiegend als Drehbuchautor für Film und Fernsehen, so schrieb er mehrere Folgen der Fernsehserien Büro der Legenden und Baron Noir. In Mia Hansen-Løves Filmdrama Der Vater meiner Kinder war er zudem als Darsteller zu sehen.

## Filmografie
Wenn nicht anders angegeben als Drehbuchautor:
- 2001: Tosca – als Regieassistent
- 2001: Der Pornograph (Le pornographe) – als zweiter Regieassistent
- 2002: Adolphe – als Regieassistent
- 2004: Après mûre réflexion – als Koproduzent
- 2008: Une leçon particulière (Kurzfilm) – auch Regie
- 2009: Der Vater meiner Kinder (Le père de mes enfants) – als Darsteller
- 2012: Kein Zutritt (Les meutes) (Kurzfilm)
- 2016: Die Weissagung (Damoclès) (TV)
- 2016–2020: Büro der Legenden (Le bureau des légendes) (TV-Serie, acht Folgen)
- 2020: Baron Noir (TV-Serie, Staffel 3, fünf Folgen)

## Auszeichnungen
- 2009: César-Nominierung, Bester Kurzfilm, für Une leçon particulière
- 2019: Nominierung Prix A.C.S. für das Beste Drehbuch, Association des critiques de séries, für Büro der Legenden